# Chrysostomos II
Sua Beatitudine Chrysostomos II, nato Irodotos Dimitriou, in greco: Ηρόδοτος Δημητρίου (Tala, 10 aprile 1941 – Nicosia, 7 novembre 2022), è stato un arcivescovo ortodosso cipriota, arcivescovo di Nuova Giustiniana e di tutta Cipro (ovvero primate della Chiesa ortodossa di Cipro), eletto dal Santo Sinodo della Chiesa di Cipro il 6 novembre 2006 e in carica fino alla sua morte.

## Biografia
Già Metropolita di Pafos, è nato a Tala (Pafos), il 10 aprile 1941. Il suo onomastico cade il 13 novembre, festa di San Giovanni Crisostomo secondo il Calendario ortodosso. Ordinato al diaconato il 3 novembre 1963, ha compiuto gli studi teologici ad Atene (1972). Dal 1972 al 1978 ha ricoperto il ministero d'Egumeno del monastero di San Neophytos di Pafos. Eletto Metropolita di Pafos il 26 febbraio del 1978, ha retto la sua Metropolia fino all'elezione ad Arcivescovo di Nuova Giustiniana e di tutta Cipro.

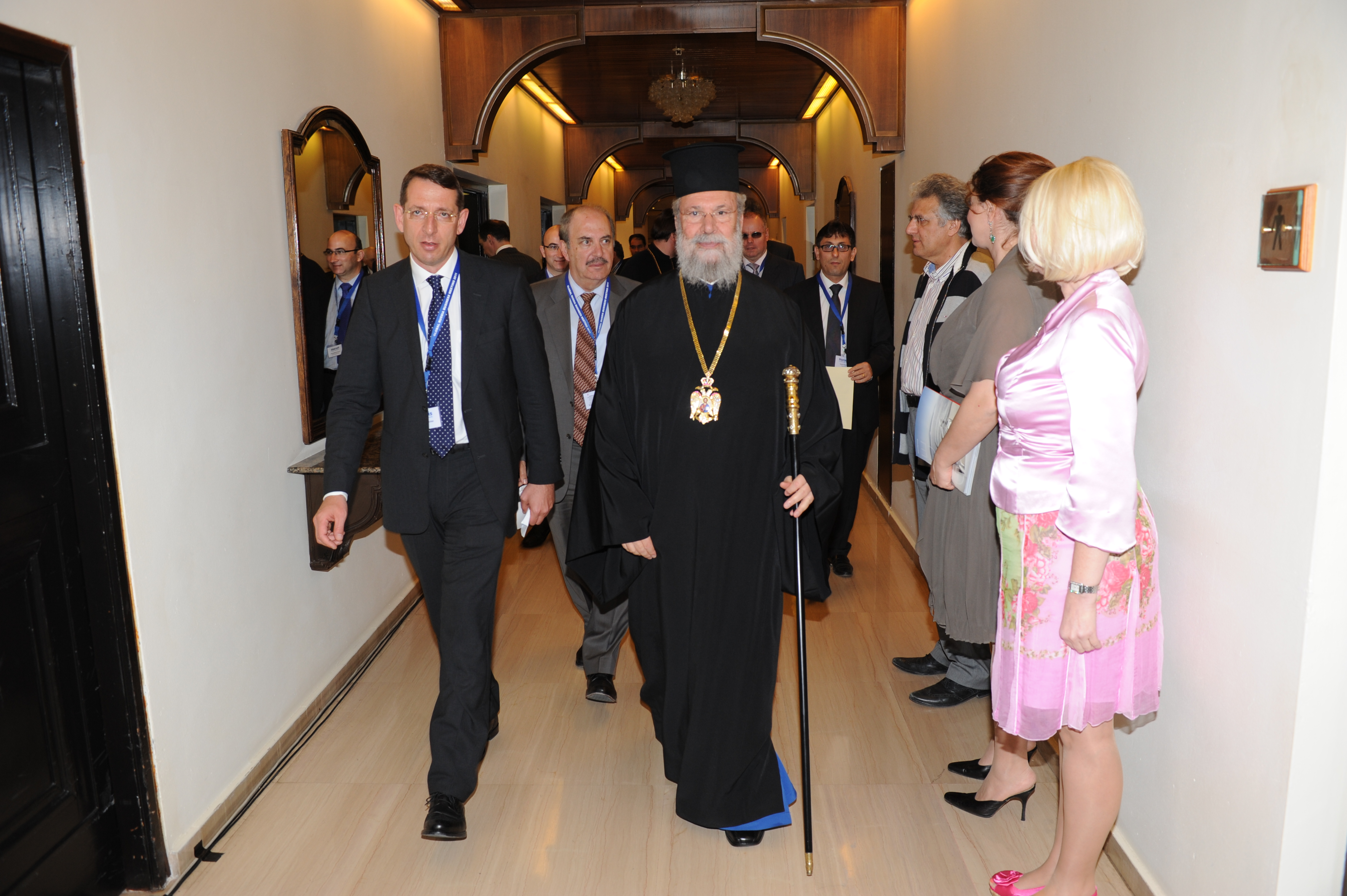
L'arrivo di Sua Beatitudine Chrysostomos II, Arcivescovo di Nuova Giustiniana e di tutta Cipro, a Nicosia.

Facendo le veci di Presidente del Santo Sinodo della Chiesa di Cipro, ha partecipato alle esequie di papa Giovanni Paolo II e all'inaugurazione del Pontificato di papa Benedetto XVI nel 2005 in Vaticano. Come risposta al gesto fraterno, Benedetto XVI ha inviato una sua delegazione alla cerimonia d'intronizzazione di Chrysostomos II nella cattedrale di Lefkosia, sabato 12 ott. 2006 (il 24 sett. fu infatti proclamato arcivescovo di Cipro in sostituzione di Chrysostomos I, rimosso a causa del morbo di Alzheimer).
Il clima di reciproca fratellanza fra la Chiesa cattolica e la Chiesa ortodossa di Cipro è testimoniato dal primo incontro di un rappresentante della chiesa cipriota col papa, avvenuto a Roma il 16 giugno 2007. In seguito ci fu il viaggio di due papi a Cipro: dal 4 al 6 giugno 2010 Benedetto XVI, dal 2 al 4 dicembre 2021 Francesco, entrambi ricevuti nella sede arcivescovile di Chrysostomos II.
Sin dall'inizio del suo arcivescovado, Chrysostomos II ha sempre denunciato le limitazioni religiose che devono subire i fedeli della parte turca di Cipro, dove il governo turco-cipriota, musulmano, limita fortemente le funzioni religiose.